# Zernitz
Zernitz este o comună din landul Saxonia-Anhalt, Germania.